# Pouch Cove
Pouch Cove es un pueblo canadiense situado en la provincia de Terranova y Labrador.

## Superficie
Pouch Cove tiene una superficie de 58,24 km².

## Demografía
En 2021, tenía 2063 habitantes, una densidad poblacional de 35,4 hab./km², y 872 viviendas.